# Importuno di Michelangelo

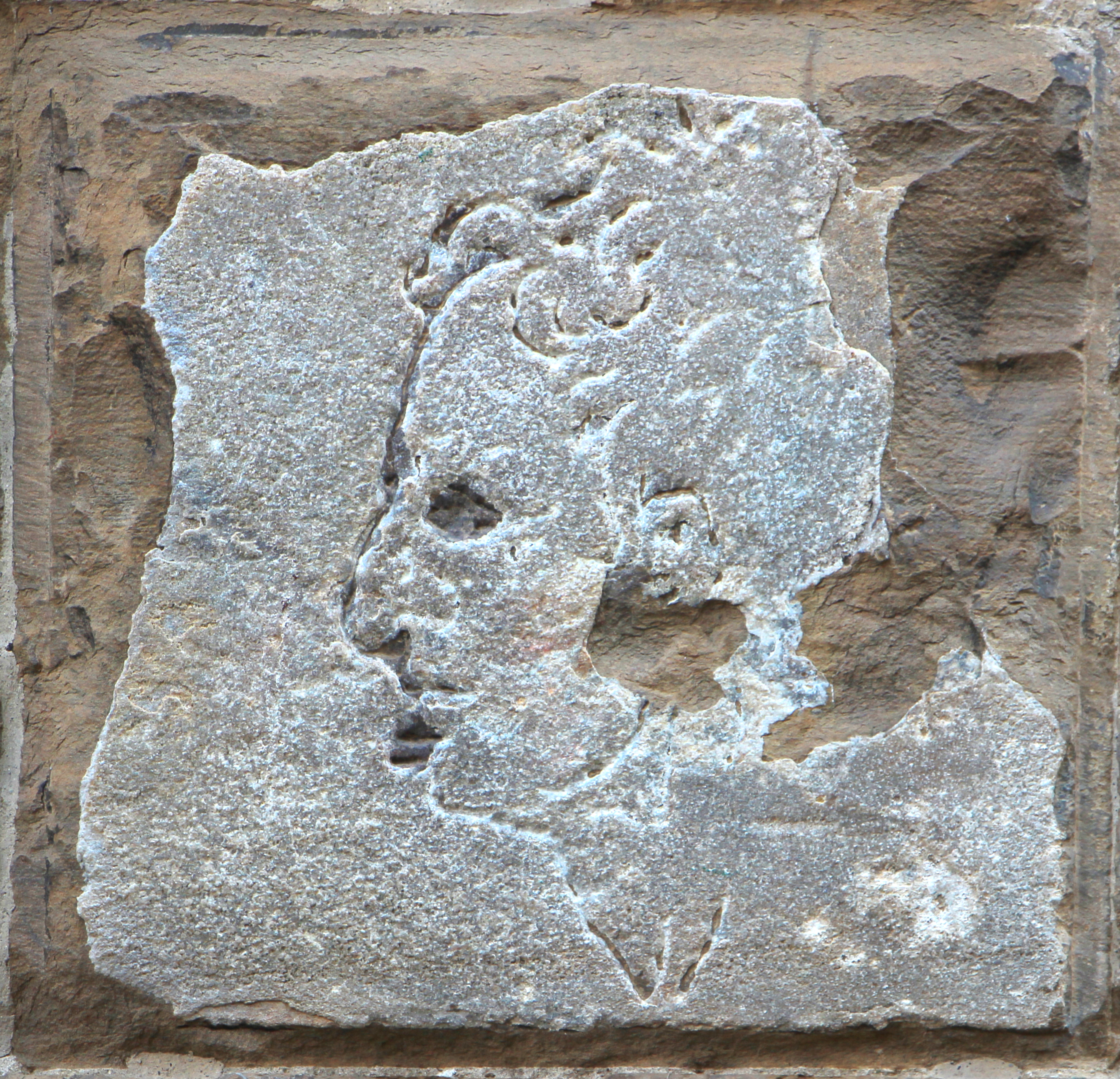
Profilo di un uomo conosciuto come l'Importuno di Michelangelo

L'Importuno di Michelangelo è un profilo inciso su una bugna della facciata di Palazzo Vecchio a Firenze e attribuito dalla tradizione popolare alla mano di Michelangelo Buonarroti. 

## La leggenda
Non si hanno notizie certe su quest'opera. Secondo un’antica leggenda popolare ritrarrebbe il profilo di un seccatore che importunava spesso (da qui il nome) Michelangelo al suo passaggio da piazza della Signoria. Una volta in cui l'artista fu intrattenuto più a lungo del solito dall'importuno, per passare il tempo ne avrebbe inciso, con le mani dietro la schiena, il profilo sul muro di Palazzo Vecchio alle sue spalle. Una tradizione alternativa vuole che il profilo sia il ritratto di un condannato a morte visto da Michelangelo nella piazza e impresso rapidamente, in mancanza di fogli per disegnare, sul muro del palazzo.

## Ipotesi attributiva

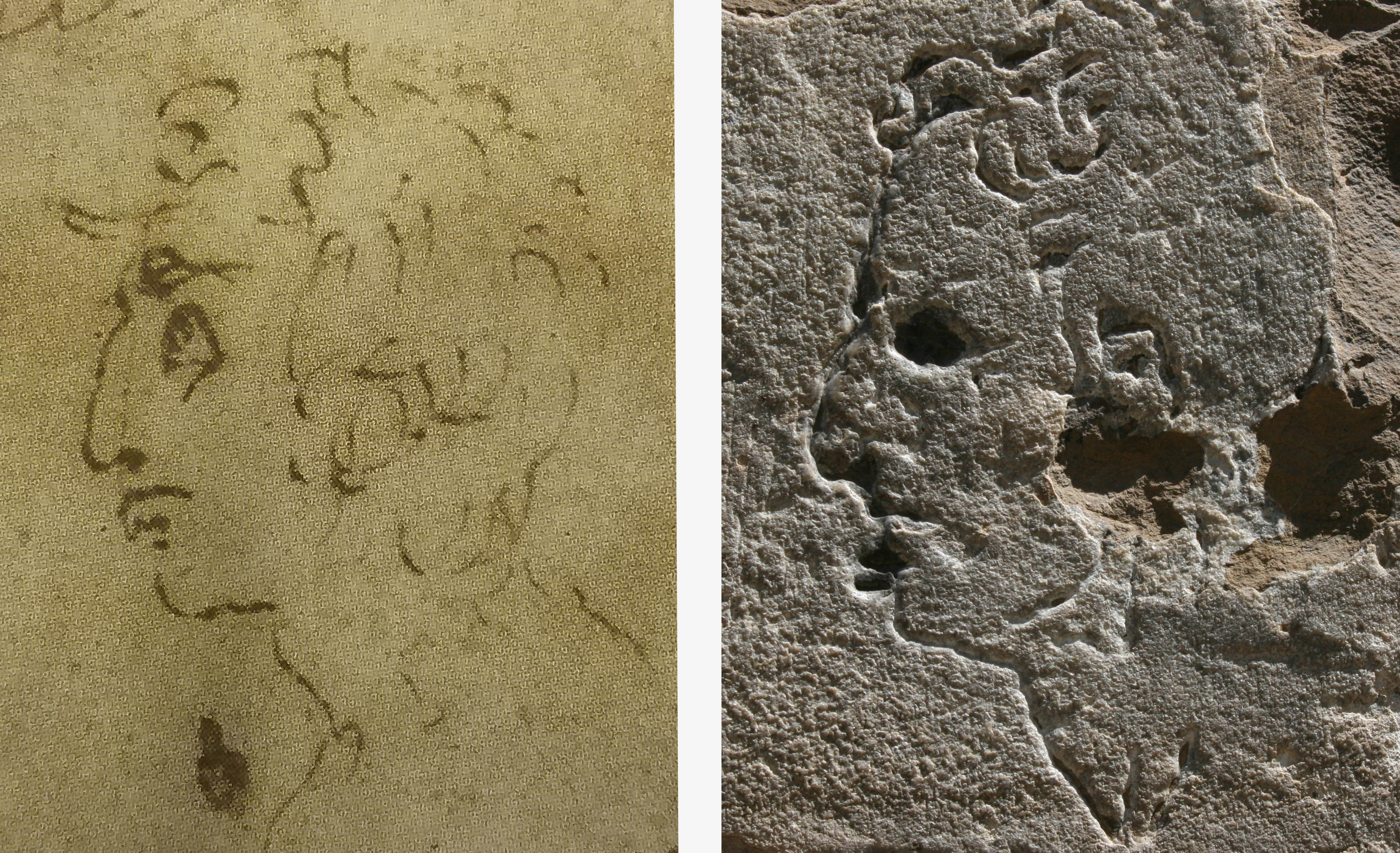
Confronto tra il profilo del Louvre e il profilo scultoreo di Palazzo Vecchio.

L'opera è stata generalmente ignorata dagli studiosi e non se ne trova traccia in nessuna pubblicazione accademica. Recentemente è stata avanzata in un articolo del mensile Art e Dossier un'ipotesi che confermerebbe l'attribuzione a Michelangelo, datando l'opera al 1504 circa, sulla base della somiglianza dell'Importuno con un profilo su un foglio autografo di Michelangelo conservato nel Département des Artes Grafiques del Louvre. L'ipotesi ha ricevuto una certa eco mediatica: tra i giornali che hanno riportato la notizia, si annoverano The Wall Street Journal, in prima pagina, e Le Figaro, The Daily Telegraph, Die Presse, lo Smithsonian Magazine e Artnet News.